# Alfred Dunhill
Alfred Dunhill Ltd — английская компания, специализирующаяся на производстве товаров для мужчин: ювелирные изделия, одежда, кожаные изделия, письменные принадлежности, зажигалки, парфюмерия и часы. 

## История
Компания была основана Альфредом Данхиллом после того, как семейный бизнес (ремесленная мастерская по производству кожаных изделий) был унаследован им от отца. Альфред Данхилл, предугадав повышение спроса на автомобили, разработал и произвёл коллекцию аксессуаров, предназначенную для автовладельцев. Коллекции было дано имя «Dunhill Motorities». Первая коллекция включала в себя автомобильные клаксоны, фары, кожаные плащи, очки, наборы для пикника и часы. Девизом компании стал слоган — «Все, кроме двигателя». В настоящее время[когда?] компания Alfred Dunhill Ltd. входит в состав Richemont group.
В период с 2005 по 2009 год официальным представителем Dunhill в международных рекламных кампаниях являлся английский актёр Джуд Лоу.

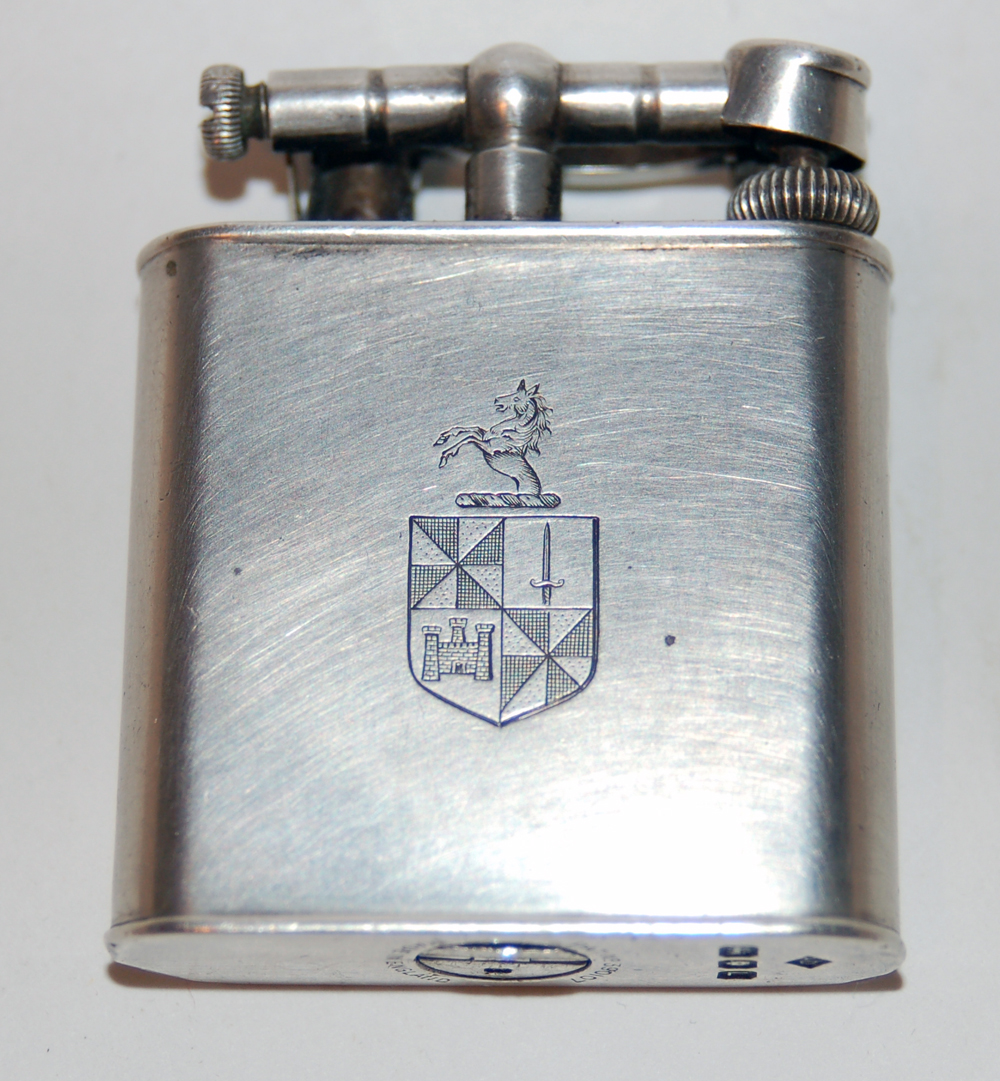
Зажигалка Dunhill Unique

Dunhill также предоставил большое количество своих изделий для съёмок в кино-сериале James Bond первое появление на экране произошло в 1962 году — актёр Шон Коннери, исполнявший главную роль, пользовался зажигалкой Dunhill.
Компания Alfred Dunhill Ltd. построила несколько торговых центров, ориентированных исключительно на мужчин. Так называемые Дома Dunhill позволяют каждому посетителю проникнуться атмосферой роскоши и окунуться в историю бренда. Помимо полного ассортимента марки, каждый клиент получает возможность воспользоваться следующими услугами: индивидуальный пошив, парикмахерская и spa-салон, винные и сигарные комнаты, бар и ресторан, а также кинозал. Дома Dunhill находятся в Лондоне, Шанхае, Токио и Гонконге.[значимость факта?]
С 2008 года пост креативного директора компании занимает Ким Джонс. В 2006 и 2009 годах он получал приз как лучший британский дизайнер года. С 2013 года главным исполнительным директором компании является Фабрицио Кардинали.

## Парфюмерия Alfred Dunhill
Все парфюмерные изделия, продаваемые под торговой маркой Alfred Dunhill Ltd., производятся и распространяются компанией Procter & Gamble.[значимость факта?] Первый продукт бренда Dunhill for Men вышел на рынок в 1934 году.

## Спонсорство
Alfred Dunhill Ltd. является спонсором турнира по гольфу Alfred Dunhill Links Championship (Alfred Dunhill Cup). В турнире, наряду с профессиональными игроками, принимают участие знаменитости из мира кино и спорта.[значимость факта?]